# Salix lindleyana
Salix lindleyana là một loài thực vật có hoa trong họ Liễu. Loài này được Wall. ex Andersson miêu tả khoa học đầu tiên năm 1851.

## Hình ảnh

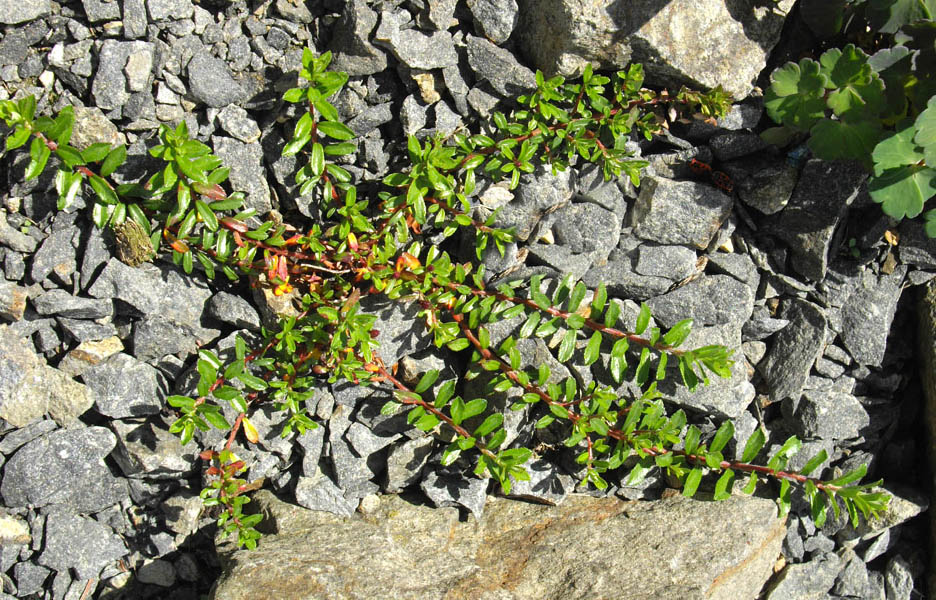